# Archäologisches Landesmuseum Mecklenburg-Vorpommern

Der Kultwagen von Peckatel aus den Sammlungen

Das Archäologische Landesmuseum Mecklenburg-Vorpommern, vormals Museum für Ur- und Frühgeschichte Schwerin, war bis 1992 das archäologische und kulturgeschichtliche Landesmuseum des Bundeslandes Mecklenburg-Vorpommern in Schwerin. Die Sammlung soll im künftigen Archäologischen Landesmuseum in Rostock der Öffentlichkeit wieder zugänglich gemacht werden. Baubeginn ist für 2026 vorgesehen.
Das Museum präsentierte die Geschichte sowie archäologische Funde des Bundeslandes aus der umfangreichsten Sammlung zur Bronzezeit im nördlichen Mitteleuropa. Zu den Prunkstücken der Sammlung gehören der bronzezeitliche Kultwagen von Peckatel sowie das Horn von Wismar, der Tanzring von Roga und die Luren von Lübzin. 

## Beschreibung
Das Archäologische Landesmuseum geht auf landesherrliche Sammlungen aus der Mitte des 18. Jahrhunderts zurück und zählt damit zu den alten musealen Sammlungen in Schwerin. Die Geschichte der Museumssammlungen ist mit dem Lebenswerk von Georg Christian Friedrich Lisch, Robert Beltz eng verknüpft. In sie eingeflossen sind auch die Sammlungen des 1834 gegründeten Vereins für me(c)klenburgische Geschichte und Altertumskunde, die Reste der großherzoglichen Altertümersammlung "Georgium" aus Neustrelitz sowie zahlreiche weitere Schulsammlungen aus ganz Mecklenburg.
Teile der Sammlung wurden seit dem 19. Jahrhundert im Erdgeschoss des Schweriner Museums gezeigt. In den 1930er Jahren wurde die Sammlung unter Willy Bastian neu konzipiert und seit 1936 im Schweriner Schloss ausgestellt. Kriegsbedingt wurde die Sammlung 1942 geräumt und erst ab 1958 wieder im Schloss gezeigt. Seitdem firmierte die Sammlung als Museum für Ur- und Frühgeschichte Schwerin und wurde durch den Direktor Ewald Schuldt neu konzipiert. Als Sammlungsleiter (Kustos) fungierte über viele Jahre Adolf Hollnagel. Mit Arbeitsstellen in jedem der drei Nordbezirke der DDR koordinierte das Museum zugleich die gesamte ehrenamtliche Bodendenkmalpflege im Schweriner Gebiet, geleistet von tausenden ehrenamtlichen Bodendenkmalpflegern. Nachdem der Landtag von Mecklenburg-Vorpommern das Schloss 1990 als Sitz gewählt hatte, zog die Sammlung 1992 aus und ist seitdem größtenteils magaziniert.
Am 1. Januar 2006 wurden die Sammlungen in das Landesamt für Kultur und Denkmalpflege eingegliedert.